# Королевская марокканская футбольная федерация
Короле́вская марокка́нская футбо́льная федера́ция (араб. الجامعة الملكية المغربية لكرة القدم‎) — организация, осуществляющая контроль и управление футболом в Марокко. Штаб-квартира организации располагается в столице государства — Рабате. КМФФ основана в 1955 году, вступила в ФИФА в 1960 году, а в КАФ — в 1959 году. В 2005 году стала членом-основателем УНАФ. Федерация организует деятельность и управляет национальными сборными по футболу (мужской, женской, молодёжными). Под эгидой федерации проводятся мужской и женский чемпионаты Марокко и многие другие соревнования.